# Rakaia
Rakaia is een geslacht van hooiwagens uit de familie Pettalidae.
De wetenschappelijke naam Rakaia is voor het eerst geldig gepubliceerd door Hirst in 1925. 

## Soorten
Rakaia omvat de volgende 15 soorten:
- Rakaia antipodiana
- Rakaia arcticosa
- Rakaia collaris
- Rakaia crypta
- Rakaia daviesae
- Rakaia denticulata
- Rakaia dorothea
- Rakaia healyi
- Rakaia inerma
- Rakaia magna
- Rakaia media
- Rakaia solitaria
- Rakaia stewartiensis
- Rakaia tumidata
- Rakaia woodwardi